# ハスノハカズラ
ハスノハカズラ Stephania japonica (Thunb.) は、ツヅラフジ科の植物で蔓性の草本ないし藤本。葉がハスの葉のような形をしている。

## 特徴
常緑性の多年生蔓植物。全株が無毛。葉は三角形に近い卵形で洋紙質、長さは6-12cm、幅5-10cmで、先端は鈍く尖り、基部は丸いか僅かに窪む。裏面は少し白っぽい。葉柄は長さ3-12cmで葉の基部より中央よりの位置に、つまり盾状に着く。
7-9月に葉腋から柄がある複散形花序が出て、小さな花を多数付ける。花は淡緑色で、花被は無毛。雄花は萼片が6-8個、花弁は3-4個あり、倒卵形でやや厚みがある。雄蘂は6個、互いに合着する。雌花では萼と花弁はそれぞれ3-4個、雄蘂はなく、雌蘂は1個だけある。果実は球形で径6mm、赤く熟する。種子は多少扁平で両側の中央が窪み、縁沿いに隆起がある。
和名は葉が盾状であり、ハスの葉に似ることから。別名としてイヌツヅラ、ヤキモチカズラを牧野は挙げており、前者は本種が薬用とされるツヅラフジに似て役に立たないことからとしている。また後者は焼き餅蔓の意であろうとするが、その理由は述べていない。漢名は金線弔烏亀であろうとのこと。

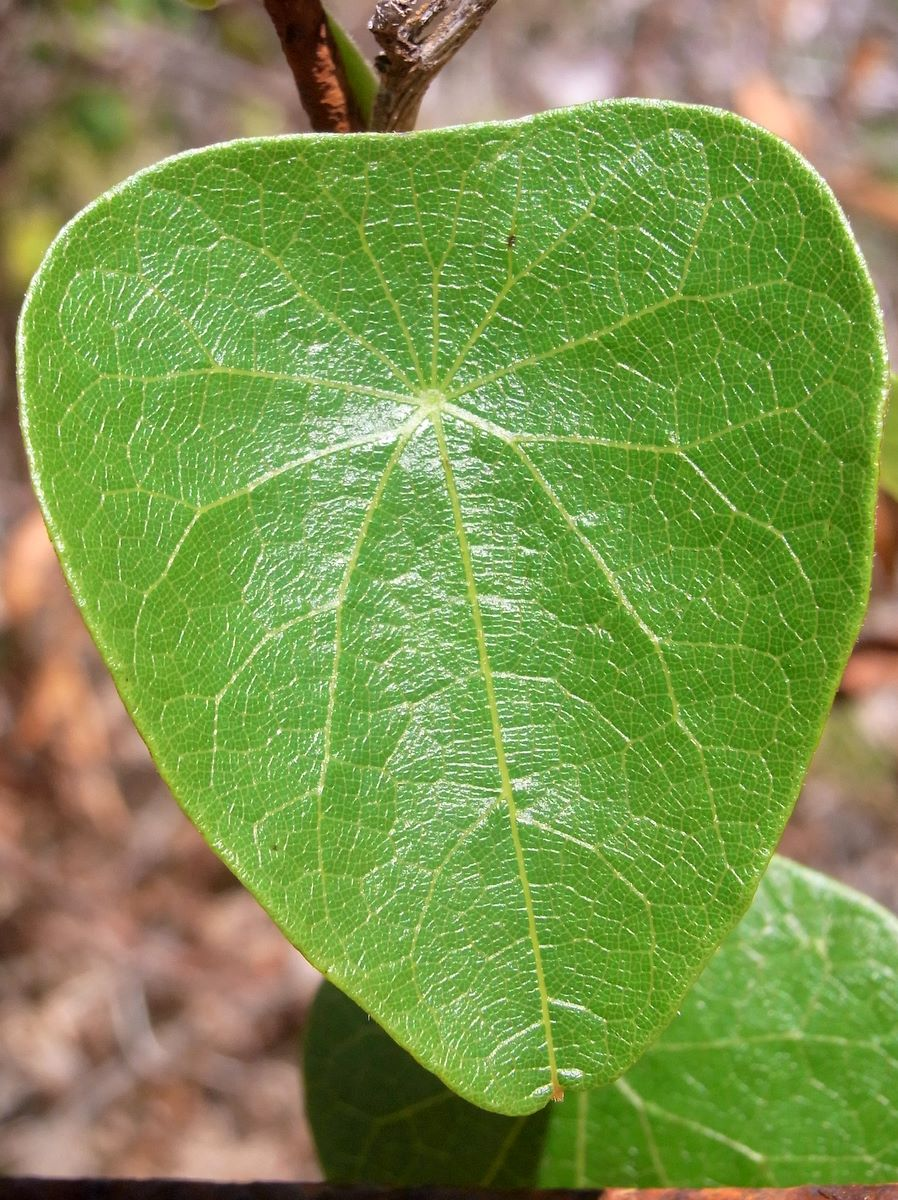
葉の表面
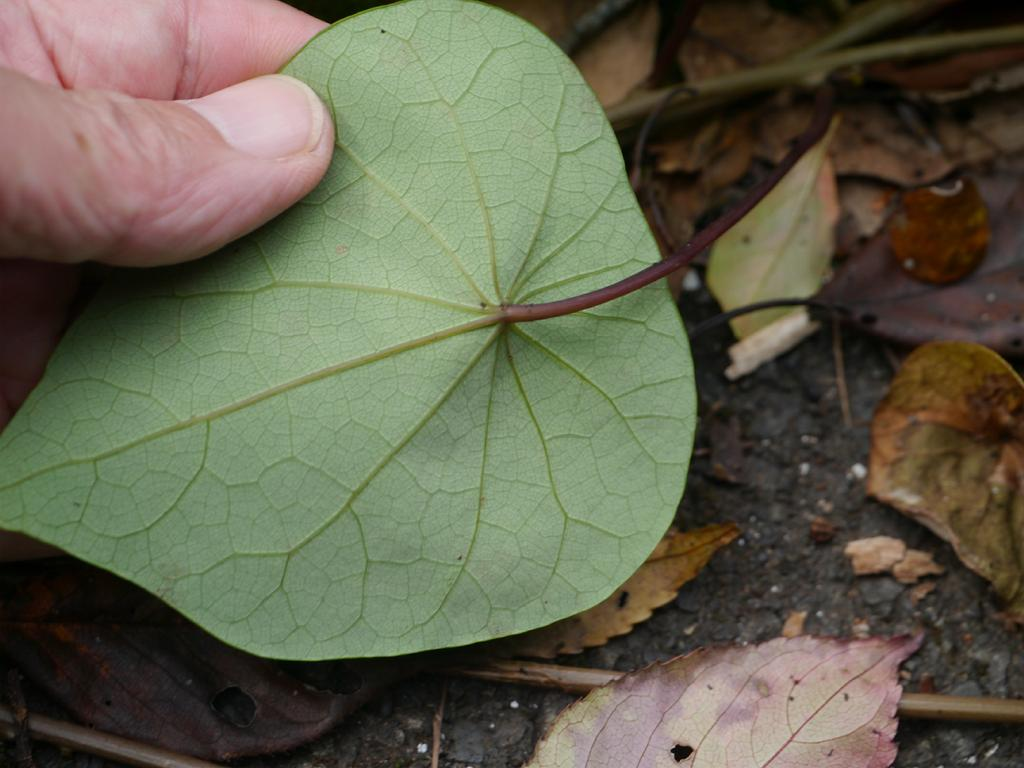
葉裏・葉柄の接続を示す

## 分布と生育環境
日本では本州西部から琉球列島まで生育し、国外では中国中南部、台湾からインド、マレーシアにまで分布する。日本本土では海岸に近い地域に多く、その範囲では山地まで生える。沖縄では海岸近くから山裾までにある。

## 類似種など
本属にはアジア、オーストラリア、アフリカにかけて約40種があるが、日本に分布があるのは本種のみである。初島(1975)は本種の琉球列島における分布を沖永良部島以北としており、それ以南のものを変種コバノハスノハカズラ var. australis として、基本変種に比べて葉が小さく、花序の分枝が少ない点をその違いとしてあげている。彼はまた花序が有毛のものをケハスノハカズラ var. hispidula として区別している。ただしYList はこれらの変種を認めていない。
本種に似たものとして、ミヤコジマツヅラフジ Cyclea insularis はやはり葉が盾状になる蔓植物で、本州南西部以南に分布する。同じ科ではあるが、雌花の花弁が1枚しかないなど放射相称でないことなどの特徴で別属（ミヤコジマツヅラフジ属）とされる。外見的には本種と異なり若枝に軟毛があることで区別出来る。